# Sørli kommun
Sørli kommun (norska: Sørli kommune) var en kommun i dåvarande Nord-Trøndelag fylke i Norge. Kommunen omfattade den södra delen av nuvarande Lierne kommun och gränsade till Jämtlands län i Sverige i öster och i söder. Byn Mebygda (Sørli) utgjorde kommunens centralort.

## Administrativ historik
Sørli kommun upprättades den 1 juli 1915 när den dåvarande kommunen Lierne delades i två och de båda kommunerna Nordli respektive Sørli bildades. Kommunen hade 739 invånare vid upprättandet.
Den 1 januari 1964 gick Sørli kommun, tillsammans med Nordli kommun, åter upp i Lierne kommun. Kommunens hade då 898 invånare.